# ヘイゼル・スコット
ヘイゼル・ドロシー・スコット （Hazel Dorothy Scott, 1920年6月11日 - 1981年10月2日）は、 トリニダード島出身のジャズピアニスト、 クラシックピアニスト、歌手、俳優。1930年代から亡くなるまでアクティブで高く評価されたパフォーマンスアーティストであった。また、いくつかの映画にも出演した。
彼女はアメリカでのキャリアと名声を活用し、人種差別と差別の率直な批評家として、映画における黒人アメリカ人の表現を改善した。
ポートオブスペインに生まれたヘイゼルは、4歳のときに母親に連れられてニューヨーク市にへ移住した。 音楽の天才として早くから認められたスコットは、 ジュリアード音楽院で学ぶために8歳から奨学金を与えられた。 彼女は10代のジャズバンドで演奏を始め、16歳でラジオで演奏していた。 